# ريتا توشينغهام
ريتا توشينغهام (بالإنجليزية: Rita Tushingham)‏ (ولدت في 14 مارس 1942) ممثلة إنجليزية، قدمت فيلمها لأول مرة في سن المراهقة من إخراج توني ريتشاردسون في فيلم طعم العسل (1961), دكتور جيفاغو (1965), أما بالنسبة لعملها في هذا الفيلم، فقد فازت بجائزة بافتا وأفضل جائزة ممثلة في مهرجان كان السينمائي.

## روابط خارجية
- الموقع الرسمي
- ريتا توشينغهام على موقع IMDb (الإنجليزية)
- ريتا توشينغهام على موقع الموسوعة البريطانية (الإنجليزية)
- ريتا توشينغهام على موقع مونزينجر (الألمانية)
- ريتا توشينغهام على موقع ألو سيني (الفرنسية)
- ريتا توشينغهام على موقع أول موفي (الإنجليزية)
- ريتا توشينغهام على موقع قاعدة بيانات الأفلام السويدية (السويدية)
- ريتا توشينغهام على موقع إن إن دي بي (الإنجليزية)
- ريتا توشينغهام على موقع قاعدة بيانات الفيلم (الإنجليزية)
- ريتا توشينغهام على موقع كينوبويسك (الروسية)
- ريتا توشينغهام في موقع شاشة الإنترنت [الإنجليزية]‏ التابع لمعهد الفيلم البريطاني